# Amplirhagada elevata
Amplirhagada elevata је пуж из реда Stylommatophora и фамилије Camaenidae. 

## Угроженост
Ова врста је наведена као последња брига, јер има широко распрострањење и честа је врста.

## Распрострањење
Ареал врсте је ограничен на једну државу. 
Аустралија је једино познато природно станиште врсте.